# Vergèze
 Vergèze  es una población y comuna francesa, en la región de Languedoc-Rosellón, departamento de Gard, en el distrito de Nimes y cantón de Rhôny-Vidourle.

## Demografía
| 1696 | 2061 | 2258 | 2554 | 3135 | 3643 |
| Para los censos de 1962 a 1999 la población legal corresponde a la población sin duplicidades (Fuente: INSEE [Consultar]) |      |      |      |      |      |